# Eisenbergwerk Gonzen

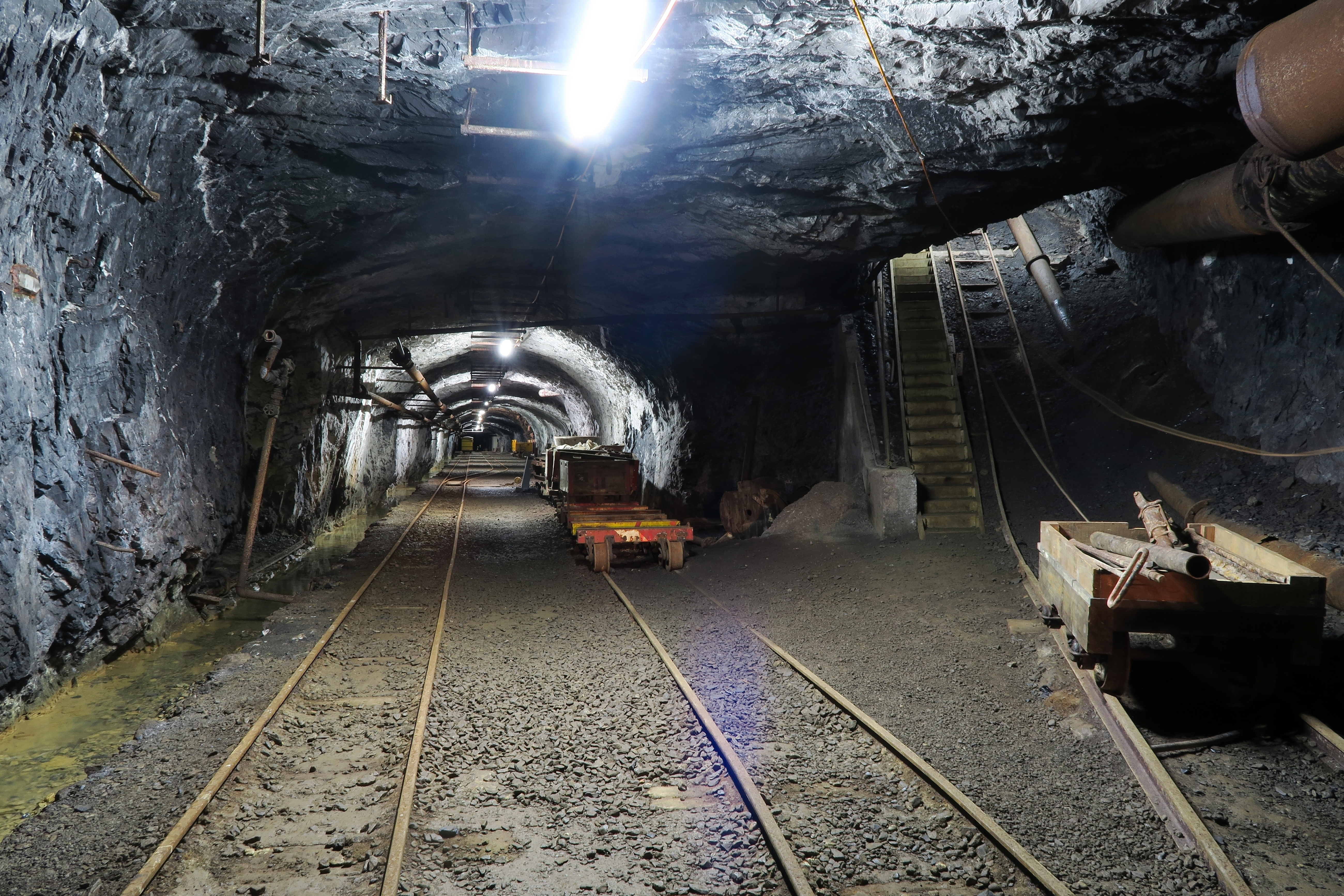
Zugang zum Bergwerk

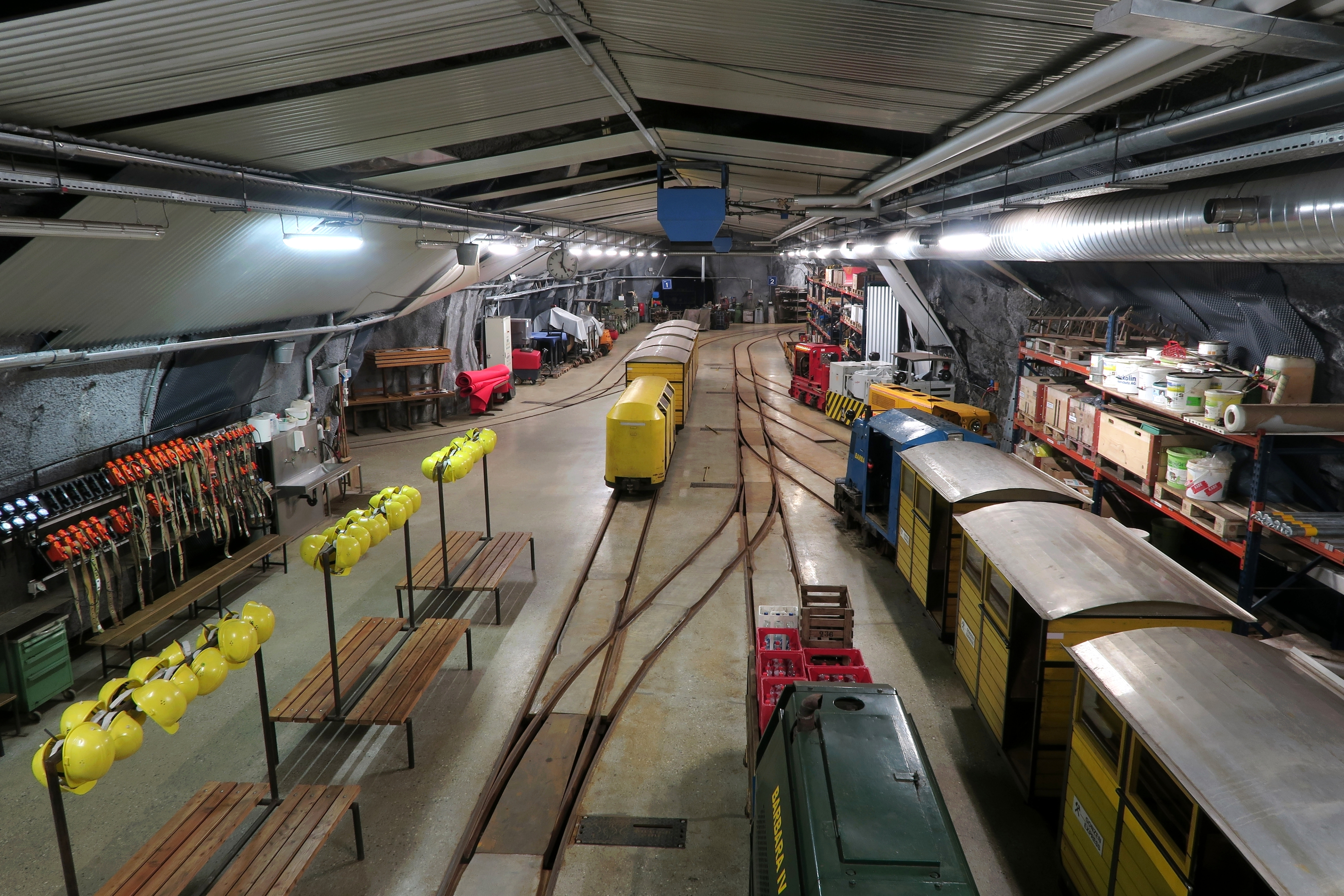
Besucherbahnhof (2016)

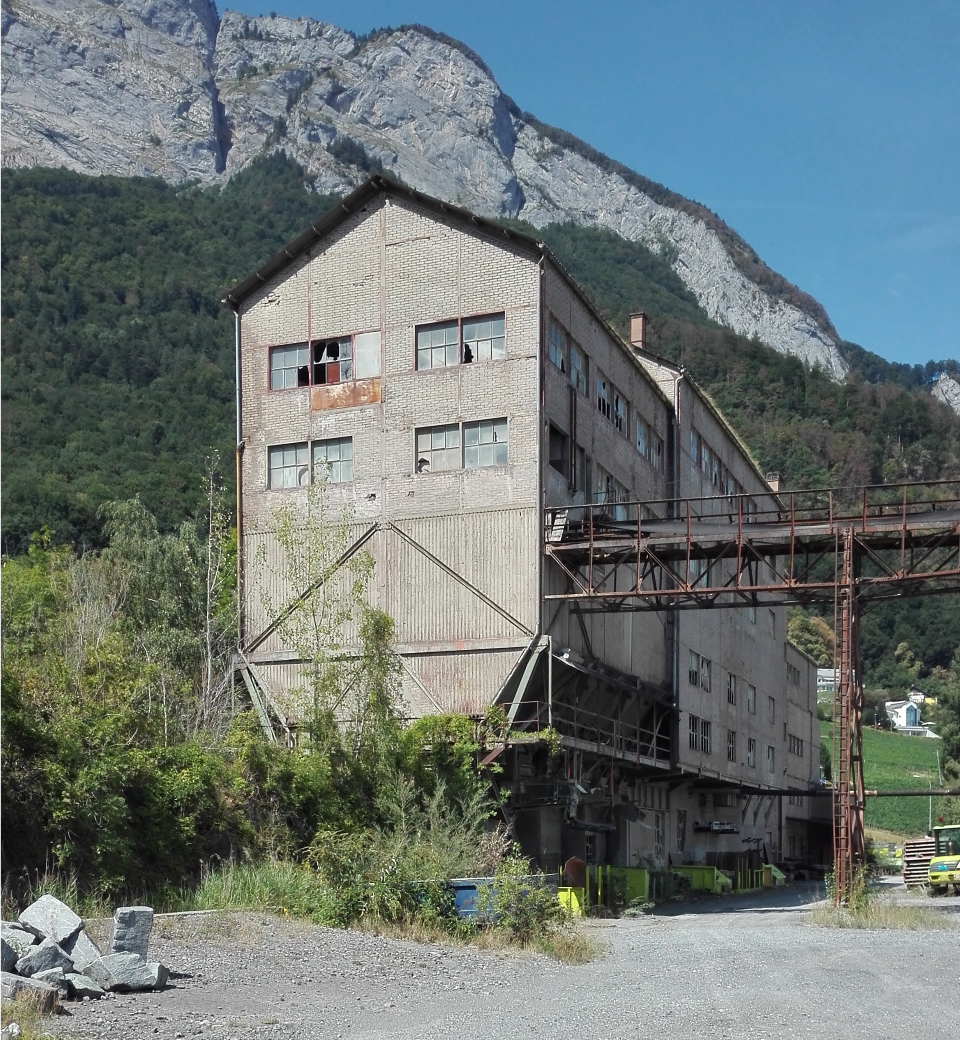
Malerva Eisenerz-Reinigungs- und Sortieranlage

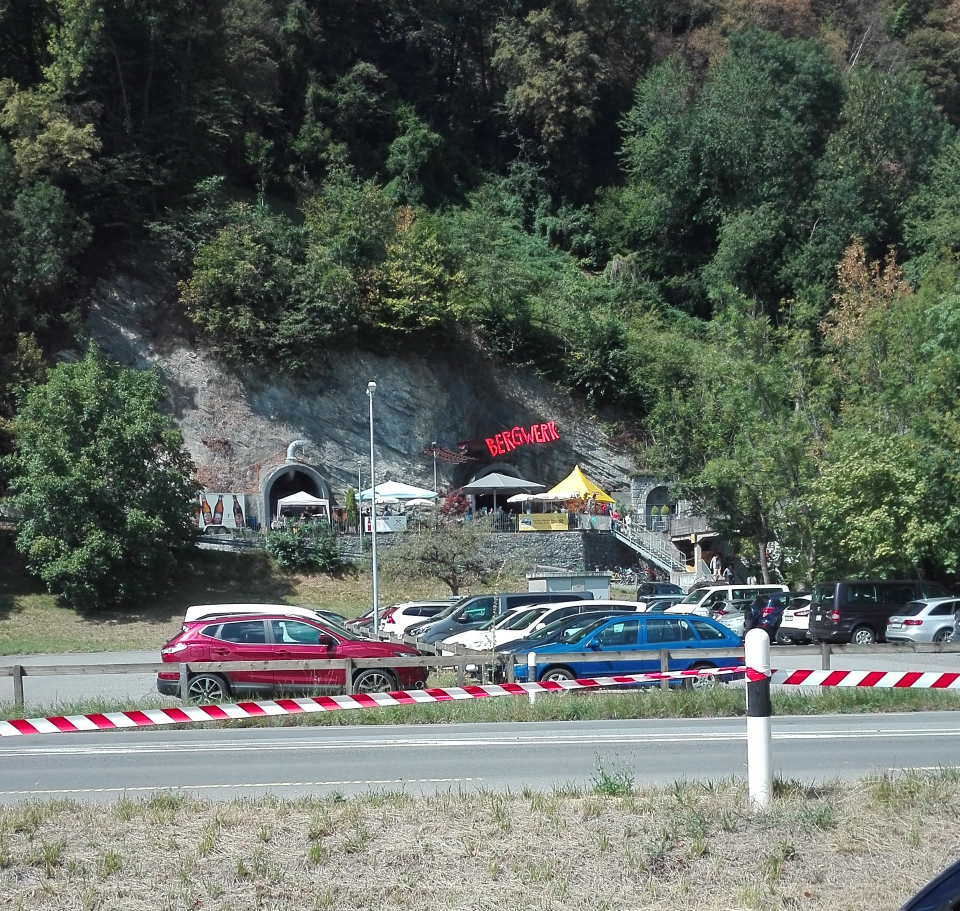
Eisenbergwerk Gonzen Eingangsbereich mit unterirdischem Restaurant

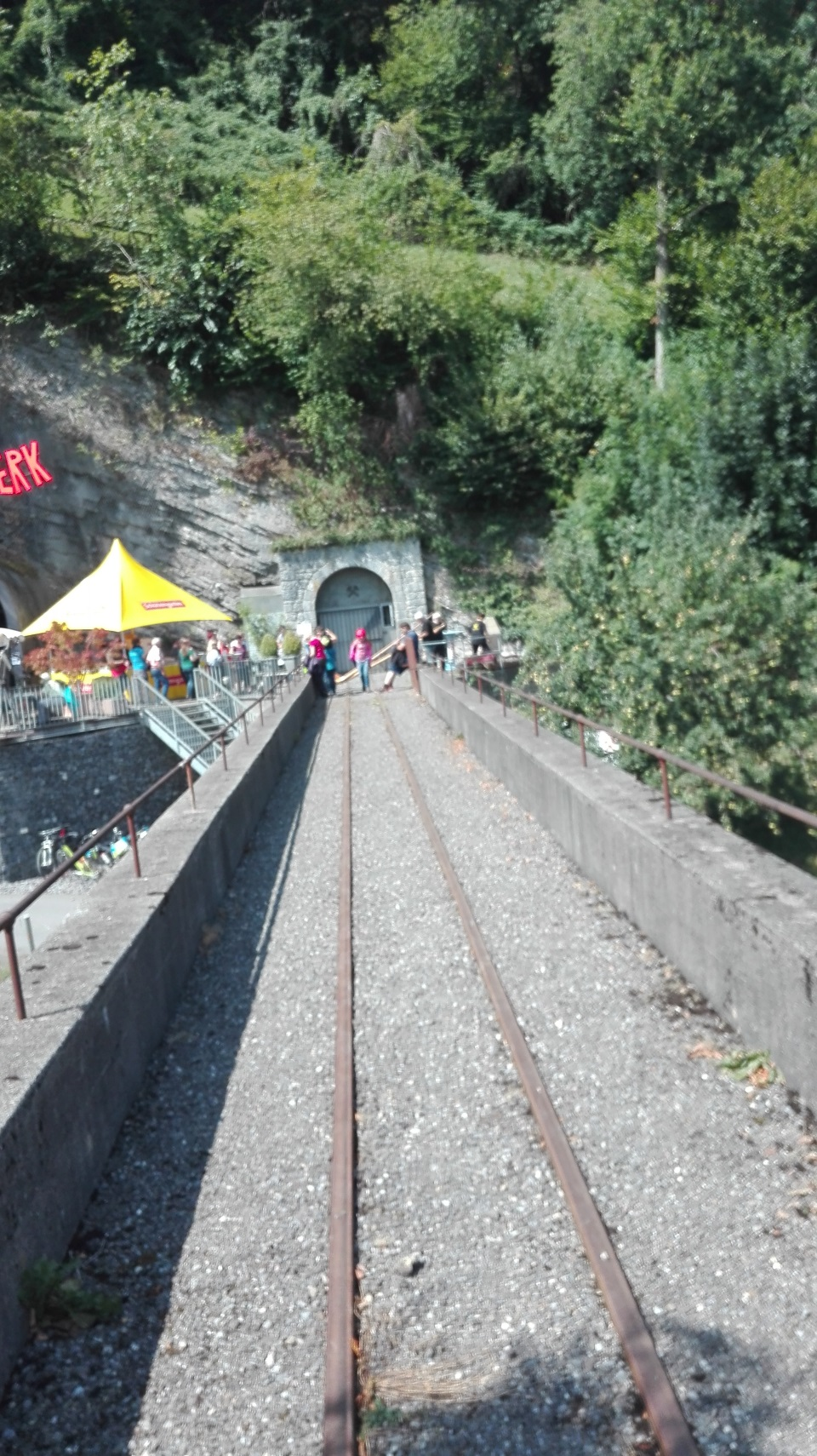
Eisenbergwerk Gonzen Betonbrücke als Zufahrt zum Stollen mit Gleisen der Grubenbahn. Die Schmalspurbahn endete in der Verladestation Malerva.

Das Eisenbergwerk Gonzen AG ist seit 1983 ein Schaubergwerk am Gonzen in Vild bei Sargans im Schweizer Kanton St. Gallen. Das Bergwerk mit rund 90 km Stollen und Strecken war bis 1966 in Betrieb und ist ein Kulturgut von nationaler Bedeutung. Abgebaut wurden Eisen- und Manganerze, vor allem Hämatit, Magnetit und Hausmannit.

## Geschichte
Der Erzabbau ist ab 200 v. Chr. nachgewiesen. 1315 wurden Schmelzanlagen in Flums, Mels und Plons (heute Gemeinde Mels) urkundlich erwähnt, 1396 das Bergwerk selbst. Diese Urkunde berichtet, dass Graf Johann von Werdenberg-Sargans das Bergwerk an  Herzog Leopold IV von Österreich verpfändet hat. Zu diesem Zeitpunkt muss also schon Abbau betrieben worden sein. Als Folge der Appenzellerkriege ging das Bergwerk 1406 an die Grafen von Toggenburg. 1483 kauften die Stände der  Alten Eidgenossenschaft die Grafschaft Sargans. Damit wurde die Eidgenossenschaft von Eisenlieferungen aus dem Ausland unabhängiger. Im 16. Jahrhundert wurde das Bergwerk an Zürcher Eisenhändler als Erblehen vergeben. 1654 wurde der Landammann Good von Mels Inhaber des Bergwerks. Als Folge des Dreissigjährigen Krieges blühten die Geschäfte und das Bergwerk war sehr erfolgreich. 1767 verkauften die Nachfahren das Bergwerk an Johann Bernold aus Glarus und Hans Schulthess aus Zürich. Doch diese scheiterten. 1777 wurden Förderung und Verhüttung eingestellt. Die Anlagen zerfielen. Die Besitzrechte und Bergrechte verblieben aber bei der Familie Bernold, die sich inzwischen in Mels niedergelassen hatte. Das Erz wurde in der Frühzeit bis mindestens ins 18. Jahrhundert mittels Feuersetzen abgebaut. Man brannte Holz direkt am Erzgang ab und durch das Erhitzen des Erzes und durch Abschrecken mit Wasser wurde das Gestein mürbe gemacht. Dieses liess sich anschliessend leichter fördern. Schätzungen zufolge wurden ca. 90'000 Tonnen Eisenerz in der Frühzeit gefördert. 1771 arbeiteten ca. 30 Knappen in der Grube.
Das zwischen Quintnerkalk liegende Erzlager hatte eine Mächtigkeit von 0,5–2,2 m und erstreckte sich über eine Grundfläche von über 3 Quadratkilometer. Der Eisengehalt betrug ca. 50–60 %, es kamen auch reine Manganerze vor. Der tiefste Abbaupunkt lag auf etwa 350 m, während sich der höchstgelegene Abbaupunkt auf ca. 1400 m befand. In zeitlicher Reihenfolge wurden die Vorkommen zuerst von oben her ausgebeutet. Dabei wurde das Erz mittels hölzernen, ab 1839 eisernen, Hunden aus der Grube und nachfolgend per Schlitten auf steilen Wegen zu Tal befördert. Der Abbau der Grube I fand während der Frühzeit und der Blütezeit im 15. bis 19. Jahrhundert statt und endete 1918. In der 1842 wieder entdeckten Grube II und in der Grube IV wurden grössere Erzmengen gefördert (überwiegend 1764–1774). Die Grube III war ein eher unbedeutendes Grubenfeld.
1823 kaufte Johann Georg Neher das Eisenwerk Plons und das Bergwerk Gonzen von der Familie Bernold und erbaute 1825 in Plons einen Hochofen, welcher bis 1868 und später, in verbesserter Form, erneut von 1873 bis 1878 betrieben wurde. Die Familie Neher förderte bis 1873 überwiegend über diese Gruben mittels Sprengstoff. In dieser Zeit wurden ca. 140'000 Tonnen Eisenerz gefördert. Der Abbau fand im Pfeilerbauverfahren ohne Holzeinbau und ohne Versatz statt, da das Hangende fest und tragfähig war. Die Verhüttung der Erze fand bis ca. 1900 vollständig in der Schweiz statt. Ab 1921 wurde der Grossteil der Erze ins deutsche Ruhrgebiet verkauft. Die reinen Manganerze, welche begehrt waren, wurden überwiegend in der Schweiz abgesetzt. 1917 wurde ca. 500 m nordöstlich von Grube I ein weiterer Stollen, Nausgrube genannt, auf ca. 1000 m ü. M. in den Berg getrieben.
1919 wurde die Eisenbergwerk Gonzen AG gegründet, deren Abbaukonzession 2003 um weitere 80 Jahre verlängert wurde. Um 1920 beschäftigte das Werk 150 bis 180 Personen. 1942 förderten 380 Bergarbeiter 116'000 Tonnen Eisenerz. Von 1920 bis 1951 wurden die Erze mit einer 1800 Meter langen Luftseilbahn von Naus (Lage) zur Aufbereitungsanlage im Tal abtransportiert. Nach Errichtung des Grundstollens wurde diese zurückgebaut. Vor der Errichtung der Seilbahn und des Grundstollens wurde das Erz mit Schlitten ins Tal befördert.
1949 wurde bei Vild im Tal mit dem Bau des Grundstollens begonnen, welcher nach 1700 m auf den Erzgang (Steillager) stiess. Nachfolgend wurde der Abbau über die Nausgrube von Naus (Scheitel) eingestellt. 1963 wurde ein Erdgasvorkommen in der Nähe der Fluewand-Verwerfung entdeckt, was die Kosten für die Sicherung der Arbeiter in die Höhe trieb. In diesem Zuge wurde auf elektronische Sprengung umgestellt und es erfolgte eine kontinuierliche Messung des Methangehalts der Luft.
Bis 1921 wurde das Eisenerz direkt in der Grube oder unmittelbar vor der Grube sortiert. Danach entstand in Malerva eine Reinigungs- und Sortieranlage. Die Anlage hatte einen Gleisanschluss mit dem Bahnhof Sargans der SBB. Sie diente auch als Talstation der Luftseilbahn. 1939 brannte sie komplett aus, wurde aber wiedererrichtet. Nach Fertigstellung des Grundstollens konnte das Eisenerz mit der Grubenbahn direkt nach Malerva transportiert werden. Dafür wurde eine Betonbrücke am Eingang des Bergwerkes gebaut. Bis 1954 wurden die Erze per Hand zumeist von Frauen sortiert. 1954 errichtete die Eisenbergwerk Gonzen AG eine automatische Sortieranlage. Die automatische Sortieranlage war in der Lage, Kalk mit einer Korngrösse bis 2 mm auszusortieren. Von Hand gelang das höchstens bis zu einer Korngrösse von 15 mm.
Nach Kriegsende sank die Jahresproduktion auf 18'000 Tonnen. Wegen sinkender Weltmarktpreise und der erhöhten Förderkosten (viele Stollen, starke Verwerfungen, geringe Mächtigkeit des Lagers) wurde der Abbau am 2. Mai 1966 eingestellt. Die Gesamtförderung betrug 2,7 Millionen Tonnen Eisenerz. Noch heute werden die Roteisensteinvorräte auf 5,5 Millionen Tonnen geschätzt.

## Verein Pro Gonzenbergwerk
Am 4. Juni 1983 wurde der Verein Pro Gonzenbergwerk gegründet. Bereits im ersten Halbjahr 1983 besuchten 3500 Interessierte die verlassenen Stollen und Abbaufelder des Bergwerks. 2005 wurde der Eingangsbereich des Bergwerks durch gesprengte Kavernen erweitert. Es entstand ein Restaurant, ein Bergwerksmuseum und der Besucher-Bahnhof. Die Kosten beliefen sich auf 4,5 Millionen Franken. Dabei wurden 9200 m³ Fels ausgebrochen. Dafür waren 20 Tonnen Sprengstoff notwendig. Vor 2005 wurden die Besucher mit Lokomotiven und Wagen der Grubenbahn auf der rund 2 km langen Strecke vom Areal der Aufbereitungsanlage Malerva an den Eingang des Bergwerkes gefahren. Das Restaurant bietet 250 Personen Platz. Der Verein Pro Gonzenbergwerk bietet verschiedene Führungen durch das Bergwerk an. Eine Bahnhofsfahrt dauert zirka 2 Stunden, eine Normalführung zirka 2½ Stunden. Es werden auch ganztägige Führungen und 2-tägige Führungen inklusive Übernachtung in einer Bunkeranlage der Schweizer Armee in der Nähe der ehemaligen Bergstation der Luftseilbahn in Naus. 2017 nahmen 8070 Personen an 332 Führungen teil. Die Temperatur im Bergwerk beträgt auch im Sommer 13 Grad. Vom 20. Dezember bis Ende Februar ist das Bergwerk geschlossen.

## Stollen am Gonzen
- Gonzen (Grube I) auf 1252 m
- Grube II
- Grube III
- Grube IV
- Nausgrube auf 1000 m (1917)
- Wolfslochstollen (etwa 1,5 km nordöstlich von Naus) auf 650 m Höhe
- Grundstollen bei Vild (1949)